# 南部晴政
南部晴政（1517年—1582年），是日本戰國時代、安土桃山時代的陸奧國戰國大名。本姓源氏，家系是清和源氏的一家系、河内源氏的旁系：甲斐源氏。南部氏第二十四代領主，南部安信的長子，使南部家成為戰國大名之人。

## 生涯

### 家督繼承
1517年誕生。1539年時因為家臣赤沼備中背叛並燒毀三戶城，造成南部家許多記錄文書燒毀。之後上洛，從將軍足利義晴處獲得偏諱「晴」字。1540年，與叔父石川高信一同防衛遭戶澤政安反亂及斯波經詮侵略的岩手郡，並流放戶澤政安至秋田地區、擊退斯波經詮。1541年繼承南部氏第二十四代領主地位。一即位就出兵討伐謀反的工藤氏，並重建燒毀的三戶城，完成南部氏的統一。

### 勢力擴大
由於晴政一直沒有兒子，於1565年收堂兄弟石川信直為養子，讓他娶自己的女兒成為女婿迎入三戶城。
1566年，安東愛季聯同比內郡的淺利氏殘黨、阿仁地方的嘉成一族共約5000兵，襲擊南部領地的鹿角郡，而靠著長牛城主一戶友義的奮力抵抗至降雪季節後，安東軍便退兵。
於1567年安東愛季再度率領6000兵侵攻鹿角郡，晴政便派遣北氏、南氏、東氏前往救援，雖然一度擊退愛季，可不放棄的愛季同年內再次侵攻並拿下長牛城。
1568年，晴政與養子信直共同於大湯地方布陣，南部一族的九戶政實亦進入三田城形成南北夾擊的姿態。之後鹿角郡的安東軍投降，鹿角郡再次變回南部家的領地。
在這些戰役之中，晴政成功收編八戶氏及九戶氏等一族有力勢力成為家臣團，創造了南部家最興盛的時期。這時南部氏的領土，北起現在青森縣的下北半島，南至岩手縣的北上川中央部分，被謳歌為「南部領如三日月變滿月圓」。

### 繼嗣之爭
1570年，晴政的長子南部晴繼誕生，由於晴政是老來得子，因此十分溺愛晴繼。石川信直擔心自己非晴政親生骨肉，日後晴政為了讓晴繼繼承家督時會剷除他。
1571年，同為南部氏族的大浦為信於津輕地方謀反，討伐了晴政的叔父石川高信，並一一殲滅周遭的南部系豪族。這時的晴政仍想對付石川信直，因此討伐軍沒能討伐為信成功。
『八戸家傳記』記載，信直於1572年時參訪於川守田村的毘沙門堂，晴政親自率兵襲擊在毘沙門堂的信直。為了自保的信直，使用鐵砲反擊讓晴政落馬，也擊中了同為晴政女婿的九戶實親。
1576年，信直夫人（即晴政長女）早逝，信直身感危險便自行辭去晴政養子的名義，並躲至田子城。然而晴政對信直的不信任感還沒結束，擔心晴政會派遣刺客的信直，也會藏身至北信愛的劍吉城或八戶政榮的根城。知道這點的晴政便連橫九戶氏，而信直也跟南長義及北信愛聯合來跟晴政對立。

### 人生最後
1582年逝世，享年66歲，有病死說也有遭信直派人士謀反殺害之說。後由南部晴繼繼承家督。

## 逸話
- 少壯時就以勇猛聞名，「南部領如三日月變滿月圓」這句話就是因晴政而來。
- 外交方面，1578年曾派遣使者獻上獵鷹跟駿馬給織田信長互通情誼，不過也有這是石川信直所為的說法。

| 前任： 南部安信 | 三戶南部氏第24代當主 | 繼任： 南部晴繼 |